# 1858 na ciência

## Nascimentos
| Data            | Nome                   | Profissão                                                             | Nacionalidade                                  | Observações | Ref                            |
| --------------- | ---------------------- | --------------------------------------------------------------------- | ---------------------------------------------- | --- | ------------------------------ |
| 28 de janeiro   | Edgeworth David        | geólogo e explorador da Antártica                                     | Império Britânico (Austrália)                  | m. 1934 Medalha Bigsby 1899 Medalha Wollaston 1915                                                                        | [ 1 ] [ 2 ]                    |
| 12 de fevereiro | William Berryman Scott | Paleontólogo                                                          | Estados Unidos                                 | m. 1947 Medalha Wollaston 1910 Medalha Mary Clark Thompson 1930 Medalha Penrose1939 Medalha Daniel Giraud Elliot 1940     | [ 3 ] [ 2 ] [ 4 ] [ 5 ] [ 6 ]  |
| 25 de maio      | Henry Alexander Miers  | geólogo e mineralogista                                               | Brasil / Reino Unido da Grã-Bretanha e Irlanda | m. 1942 Medalha Wollaston 1934                                                                                            | [ 2 ]                          |
| 2 de outubro    | Gerard Jacob De Geer   | geólogo                                                               | Suécia                                         | m. 1943 Medalha Wollaston 1920                                                                                            | [ 2 ]                          |
| 14 de outubro   | Johan Herman Lie Vogt  | geólogo e petrólogo                                                   | Noruega                                        | m. 1932 Medalha Wollaston 1932                                                                                            | [ 2 ]                          |
| 1 de novembro   | Joseph Burr Tyrrell    | geólogo, cartógrafo, explorador, historiador e consultor de mineração | Reino Unido da Grã-Bretanha e Irlanda (Canadá) | m. 1957 Prémio Back 1896 Medalha Murchison 1918 Medalha Flavelle 1933 Medalha Wollaston 1947 Medalha Charles P. Daly 1930 | [ 7 ] [ 8 ] [ 9 ] [ 2 ] [ 10 ] |

## Mortes
| Data      | Nome          | Profissão                                                                 | Nacionalidade   | Observações | Ref |
| --------- | ------------- | ------------------------------------------------------------------------- | --------------- | ----------- | --- |
| 4 de maio | Aimé Bonpland | botânico, médico, explorador, filantropo, educador, político e industrial | Reino da França | n. 1773     |     |

## Prémios
Medalha Copley
- Charles Lyell[11]